# Martiniàcies
Martyniaceae és una família d'angiospermes que trobem a l'ordre de les Lamiales, format per 4 gèneres. La família es va incloure en la família Pedaliàcia en el sistema Cronquist (dins de l'ordre Scrophulariales), però és reconeguda com una família separada pel Grup de Filogènia de les Angiospermes basant-se en estudis filogenètics que mostren que les dues famílies no estan estretament relacionats. Ambdues famílies es caracteritzen per tenir pèls mucilaginosos - que donen a les tiges i les fulles una sensació enganxosa o humida, i fruits amb ganxos o banyes. Alguns membres de la família  Proboscidea que es coneix com la "planta de l'unicorn" o el "clau del diable" per les seues càpsules, les quals contenen les llavors, i que presenten banyes.

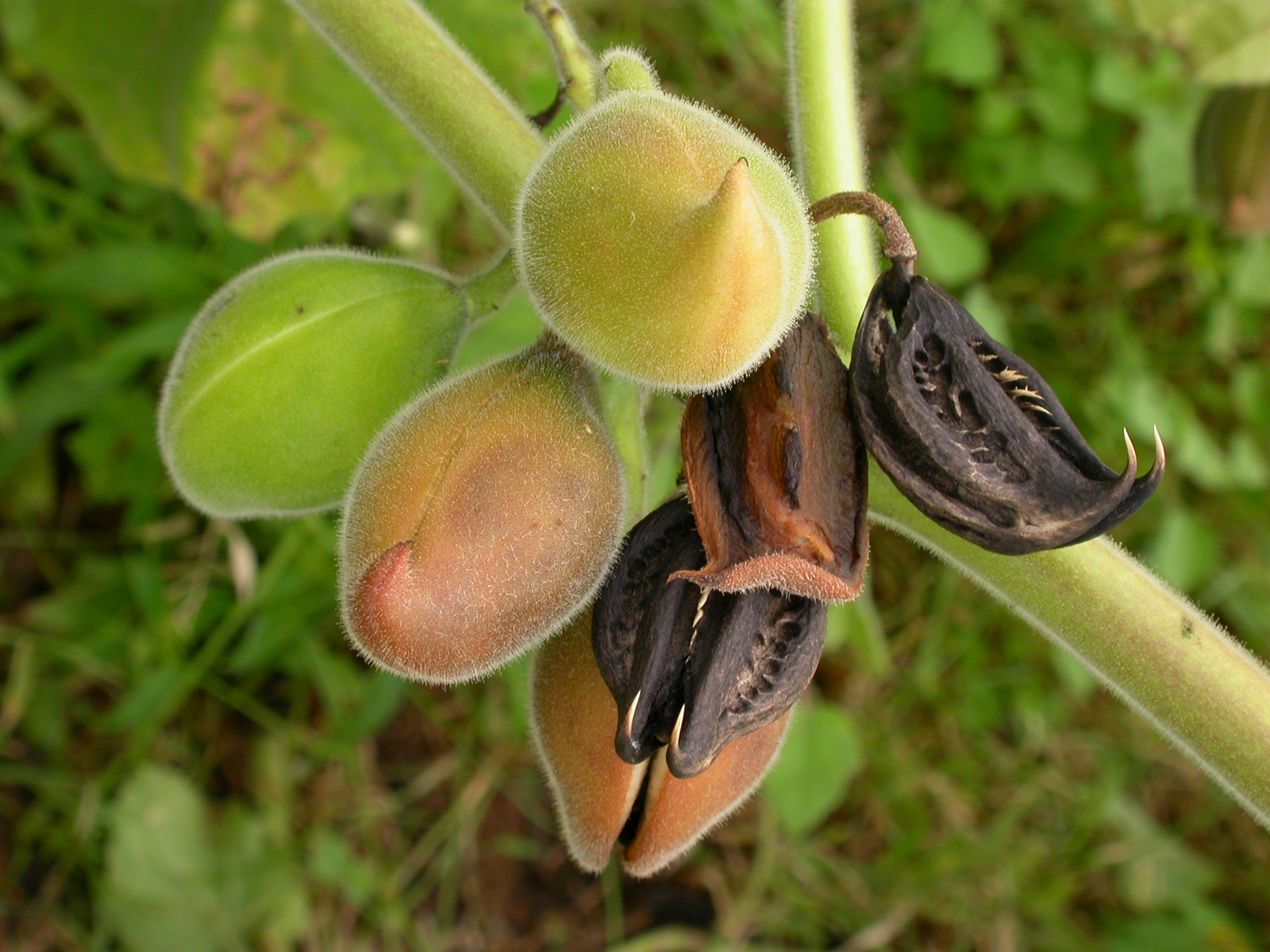
Càpsula de Martynia annua

## Gèneres
- Craniolaria
- Ibicella
- Martynia
- Proboscidea